# 刘彦顺
刘彦顺（1933年12月—），黑龙江穆棱人，中华人民共和国政治人物、外交官。
1953年牡丹江中学高中毕业，后进入北京大学哲学系。1954年，赴波兰留学，于波兰外交学院（2005年主要承担培训外交官任务的外交学院划归波兰国际事务研究所）学习。1958年，进入外交部工作，曾先后在中华人民共和国驻格但斯克总领事馆、驻波兰大使馆、外交部苏欧司和欧亚司工作。1984年，任参赞。
1992年，接替裴远颖担任中华人民共和国驻波兰大使。1995年，刘彦顺退休，由陈世泽接任。后担任中波友好协会副会长，中国外交史学会理事。

## 著作
- 《山河湖海话波兰》
- 《波兰十月风暴》
- 《波兰历史的弄潮儿雅鲁泽尔斯基》
- 《东欧剧变纪实》（合著）
- 《哥穆尔卡沉浮记》（合译）
- 《中断十年》（合译）